# توربوگراف‌اکس-۱۶
توربوگراف‌اکس-۱۶ که با نام کامل TurboGrafx-16 Entertainment SuperSystem و در ژاپن با نام PCエンジン, Pī Shī Enjin - PC-Engine شناخته می‌شود، یک کنسول بازی می‌باشد که در تاریخ ۳۰ اکتبر ۱۹۸۷ در ژاپن و در تاریخ ۲۹ اوت ۱۹۸۹ در آمریکای شمالی عرضه شد و توسط شرکت‌های ان‌ای‌سی و هادسون سافت طراحی گردید.

توربوگراف‌اکس-۱۶ دارای یک پردازنده ۸ بیتی و دو پردازنده گرافیکی ۱۶ بیتی با توانایی نمایش همزمان ۴۸۲ رنگ از پالت ۵۱۲ رنگی می‌باشد. ابعاد آن ۱۴x14x۳/۸ سانتی‌متر می‌باشد که کوچکترین کنسول بازی ساخته شده تا به حال می‌باشد. (کتاب رکوردهای گینس ویرایش گیمرها)

## توربوگراف‌اکس-سی‌دی
توربوگراف‌اکس-۱۶ نخستین کنسول بازی است که می‌توانست از لوح فشرده به صورت لوازم جانبی اختیاری استفاده کند. توربوگراف‌اکس-سی‌دی در ۱ اوت ۱۹۹۰ با قیمت ۳۹۹ دلار به بازار عرضه شد.

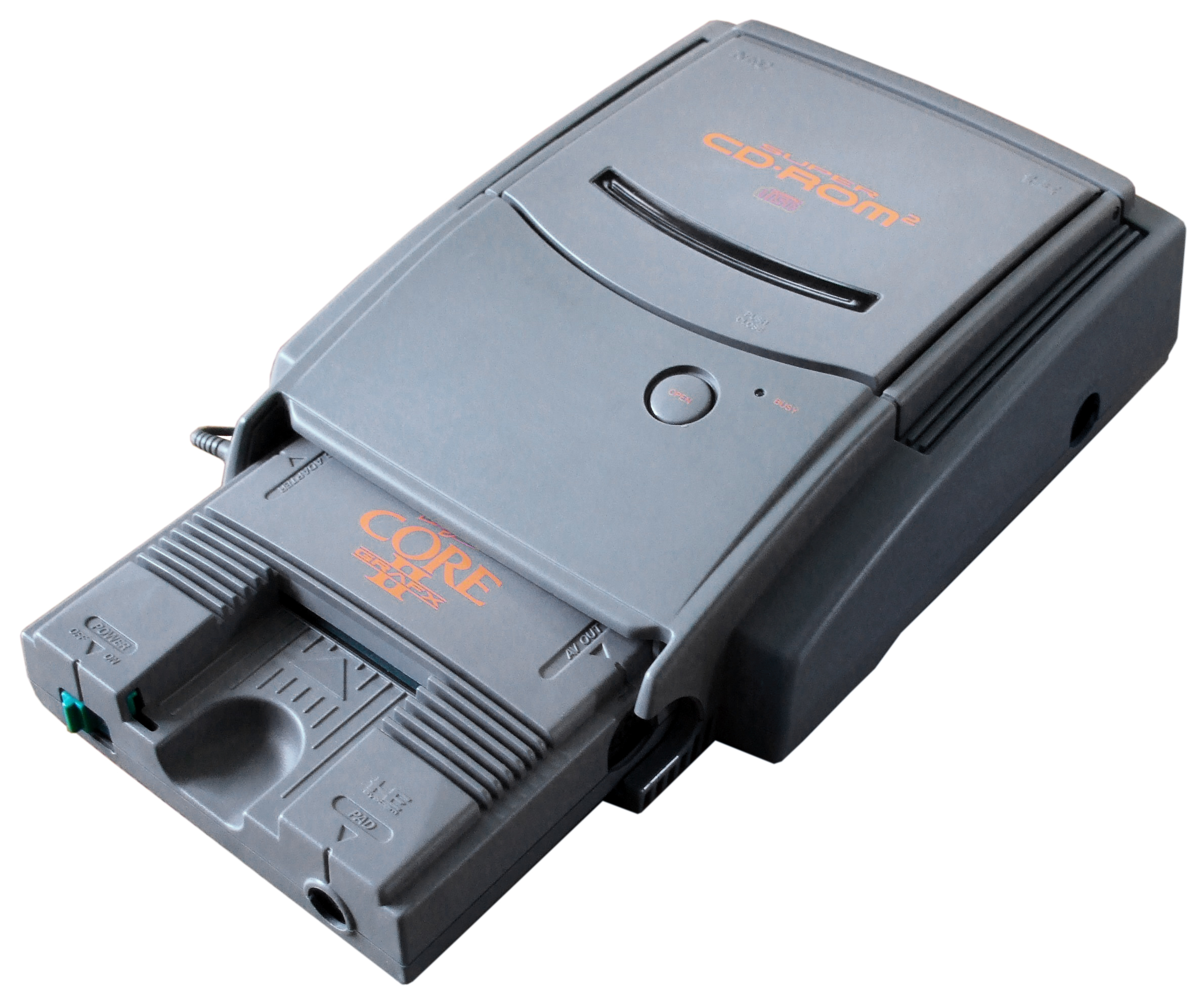
توربوگراف‌اکس به همراه افزونه لوح فشرده

|  |  |
|  |  |
|  |  |